# Seleção Mauritana de Futebol
A Seleção Mauritana de Futebol representa a Mauritânia nas competições de futebol da FIFA. Ela também é filiada à CAF, à UAFA e à WAFU.
Nunca participou de uma Copa do Mundo e em 2018 consegue se classificar pela primeira vez a uma Copa Africana de Nações ao vencer a Seleção Botsuanense de Futebol e se tornar líder isolada do grupo I.

## História
O primeiro jogo oficial da Seleção Mauritana foi em dezembro de 1961, contra a República Malgaxe, quando o país era ainda colônia da França. A primeira partida como independente foi em abril de 1963, enfrentando a República Democrática do Congo em Dakar, no Senegal, perdendo por 6 a 0.
Seus resultados mais expressivos foram obtidos na Copa Amílcar Cabral: um vice-campeonato em 1995 (quando sediou a competição) e dois quartos lugares, em 1980 e 1983.

## Desempenho

### Copas do Mundo FIFA
- 1930 a 1958: Era parte da França.
- 1962 a 1974: Não se inscreveu.
- 1978: Não se classificou.
- 1982 a 1994: Não se inscreveu.
- 1998 a 2010: Não se classificou.
- 2014: Não se inscreveu.
- 2018: Não se classificou.
- 2022: não se classificou.
- 2026: a Definir

### Campeonato Africano das Nações
- 1957 a 1959: Era parte da França.
- 1960 a 1974: Não era filiada à CAF.
- 1976 a 1978: Não se inscreveu.
- 1980 a 1982: Não se classificou.
- 1984: Não se inscreveu.
- 1986: Não se classificou.
- 1988: Não se inscreveu.
- 1990: Desistiu.
- 1992: Não se classificou.
- 1994: Desistiu.
- 1996 a 1998: Não se classificou.
- 2000: Desistiu.
- 2002 a 2010: Não se classificou.
- 2012: Desistiu.
- 2013: Não se inscreveu.
- 2015 a 2017:  Não se classificou.
- 2019: Primeira fase.
- 2021: Primeira fase.
- 2024: A disputar.

### Copa das Nações Árabes
- 1963 a 1966: Não era filiada à CAF.
- 1985: Primeira fase.
- 1988: Não se classificou.
- 1992: Desistiu.
- 1998 a 2002: Não se inscreveu.
- 2002: Não se inscreveu.
- 2021: Primeira fase.

## Campanhas de destaque
- Copa Amílcar Cabral
  - 2º lugar - 1995
  - 4º lugar - 1980 e 1983

## Recordes
- Atualizado até 28 de março de 2023[carece de fontes?]

Jogadores em negrito ainda em atividade pela Seleção Mauritana.
| Pos. | Jogador              | Partidas | Gols | Em atividade |
| ---- | -------------------- | -------- | ---- | ------------ |
| 1    | Ismaël Diakité       | 68       | 9    | 2008–        |
| 2    | Bessam               | 66       | 13   | 2013–        |
| 3    | Mohamed Dellahi Yali | 65       | 2    | 2015–        |
| 4    | Abdoulaye Gaye       | 58       | 2    | 2012–        |
| 5    | Aly Abeid            | 55       | 2    | 2015–        |
| 6    | Moctar Hacen         | 53       | 9    | 2013–        |
| 7    | Abdoul Ba            | 52       | 0    | 2015–        |
| 7    | Bilal Sidibé         | 52       | 1    | 1994–2014    |
| 9    | Souleymane Diallo    | 50       | 0    | 2006–2015    |
| 9    | Moustapha Diaw       | 50       | 1    | 2013–        |

| Pos. | Jogador           | Gols | Partidas | Média por jogo | Em atividade |
| ---- | ----------------- | ---- | -------- | -------------- | ------------ |
| 1    | Bessam            | 13   | 66       | 0.2            | 2013–        |
| 2    | Moctar Hacen      | 9    | 53       | 0.17           | 2013–        |
| 2    | Ismaël Diakité    | 9    | 68       | 0.13           | 2008–        |
| 4    | Aboubakar Kamara  | 7    | 17       | 0.41           | 2021–        |
| 5    | Brahim Ould Malha | 6    | 29       | 0.21           | 1994–2002    |
| 5    | Boubacar Bagili   | 6    | 35       | 0.17           | 2015–2019    |
| 5    | Adama Ba          | 6    | 48       | 0.13           | 2013–        |
| 8    | Ahmed Sidibé      | 5    | 24       | 0.21           | 1994–2008    |
| 8    | Mamadou Niass     | 5    | 45       | 0.11           | 2013–        |
| 10   | Yoann Lenglet     | 4    | 11       | 0.36           | 1994–2002    |
| 10   | Hemeya Tanjy      | 4    | 34       | 0.12           | 2018–        |
| 10   | Taghiyoulla Denna | 4    | 39       | 0.1            | 2008–2019    |

## Treinadores
| - Mohamed Harouna (1982–1983) - Gerhard Schmidt (1985) - Ousmane Diop (1992–1997) - Birama Gaye (1994) - Mohamed Harouna (1994–1995) - Mohamed Ould Messoud (1996) - Birama Gaye (2000) - Ricardo Godoy (2001) - Moussa Ould Ghassoum (2002) - Noël Tosi (2003–2004) | - Moustapha Sall (2004–2007) - Birama Gaye (2007–2008) - Alain Moizan (2008) - Mohamed Harouna (2008) - Omar Hassan (2010) - Moustapha Sall (2010–2012) - Patrice Neveu (2012–2014) - Corentin Martins (2014–2021) - Didier Gomes (2021–2022) - Amir Abdou (2022–) |